# Wawrzynek alpejski
Wawrzynek alpejski (Daphne alpina L.) – gatunek rośliny z rodziny wawrzynkowatych (Thymelaeaceae Juss.). Występuje naturalnie w północno-zachodniej części basenu Morza Śródziemnego. 

## Rozmieszczenie geograficzne
Rośnie naturalnie w północno-zachodniej części basenu Morza Śródziemnego. Został stwierdzony w takich państwach jak: Hiszpania, Francja, Włochy, Szwajcaria, Austria oraz w krajach byłej Jugosławii. We Włoszech jest spotykany w regionach: Abruzja, Dolina Aosty, Emilia-Romania, Friuli-Wenecja Julijska, Kampania, Lacjum, Liguria, Lombardia, Marche, Molise, Piemont, Toskania, Trydent-Górna Adyga, Umbria i Wenecja Euganejska. We Francji został zarejestrowany w departamentach: Isère, Jura, Sabaudia, Górna Sabaudia, Var, Vaucluse, Alpy Górnej Prowansji, Alpy Wysokie, Alpy Nadmorskie, Aude, Aveyron, Delta Rodanu, Doubs, Drôme, Korsyka Południowa, Górna Korsyka, Côte-d’Or, Gard, Hérault oraz Lozère, natomiast w Ain i Ariège wyginął. W Katalonii występuje tylko w jej północnej części – w Pirenejach. W Alpach występuje naturalnie w Południowych (na nielicznych stanowiskach) oraz Północnych Alpach Wapiennych (na bardzo nielicznych stanowiskach). W Szwajcarii spotykany jest w górach Jura, a także na mniej licznych stanowiskach w Alpach Berneńskich oraz dolinie Rodanu. W Austrii rośnie w Karyntii – w Alpach Gailtalskich oraz Karawankach. 

## Morfologia

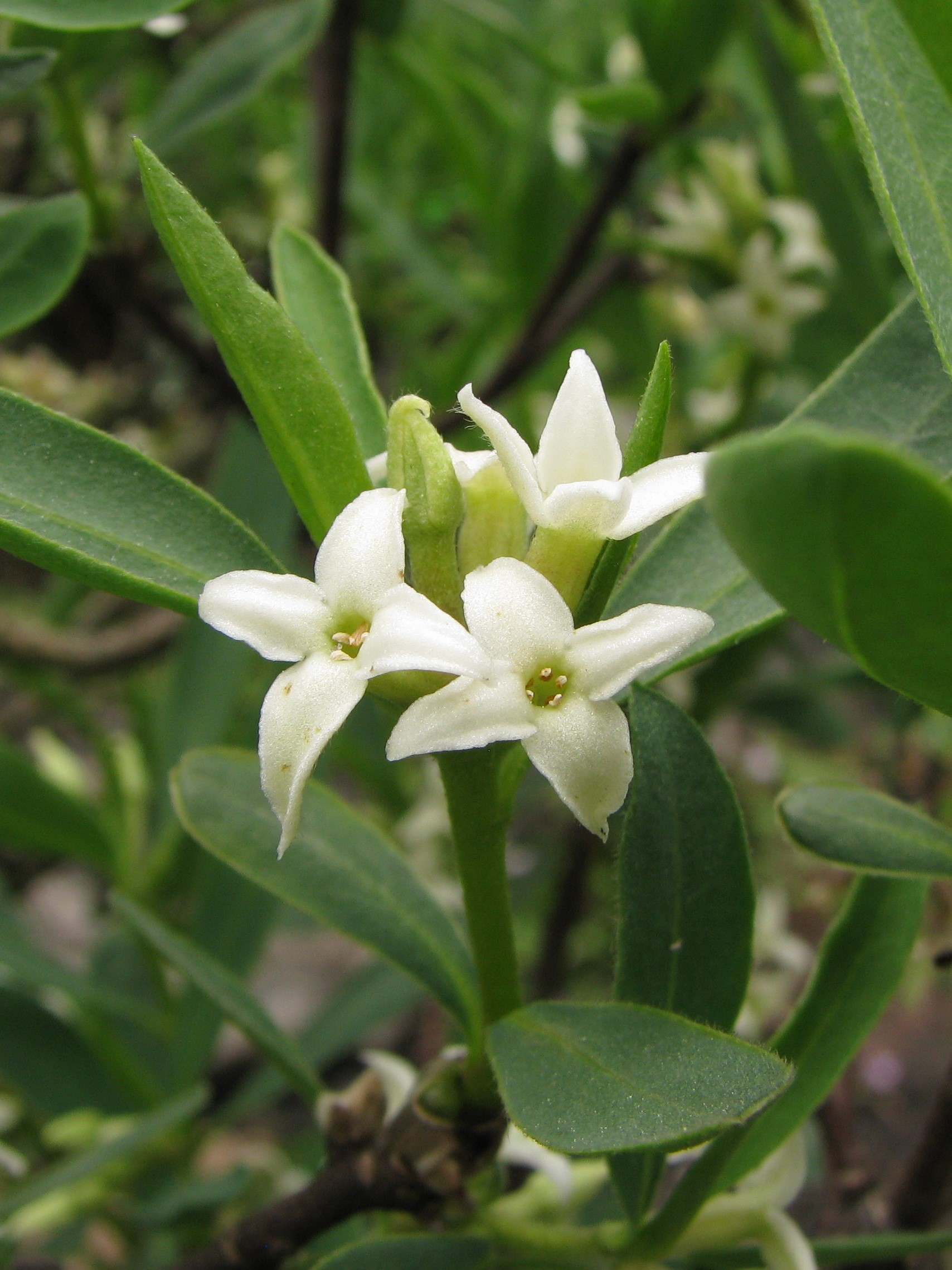
Kwiaty

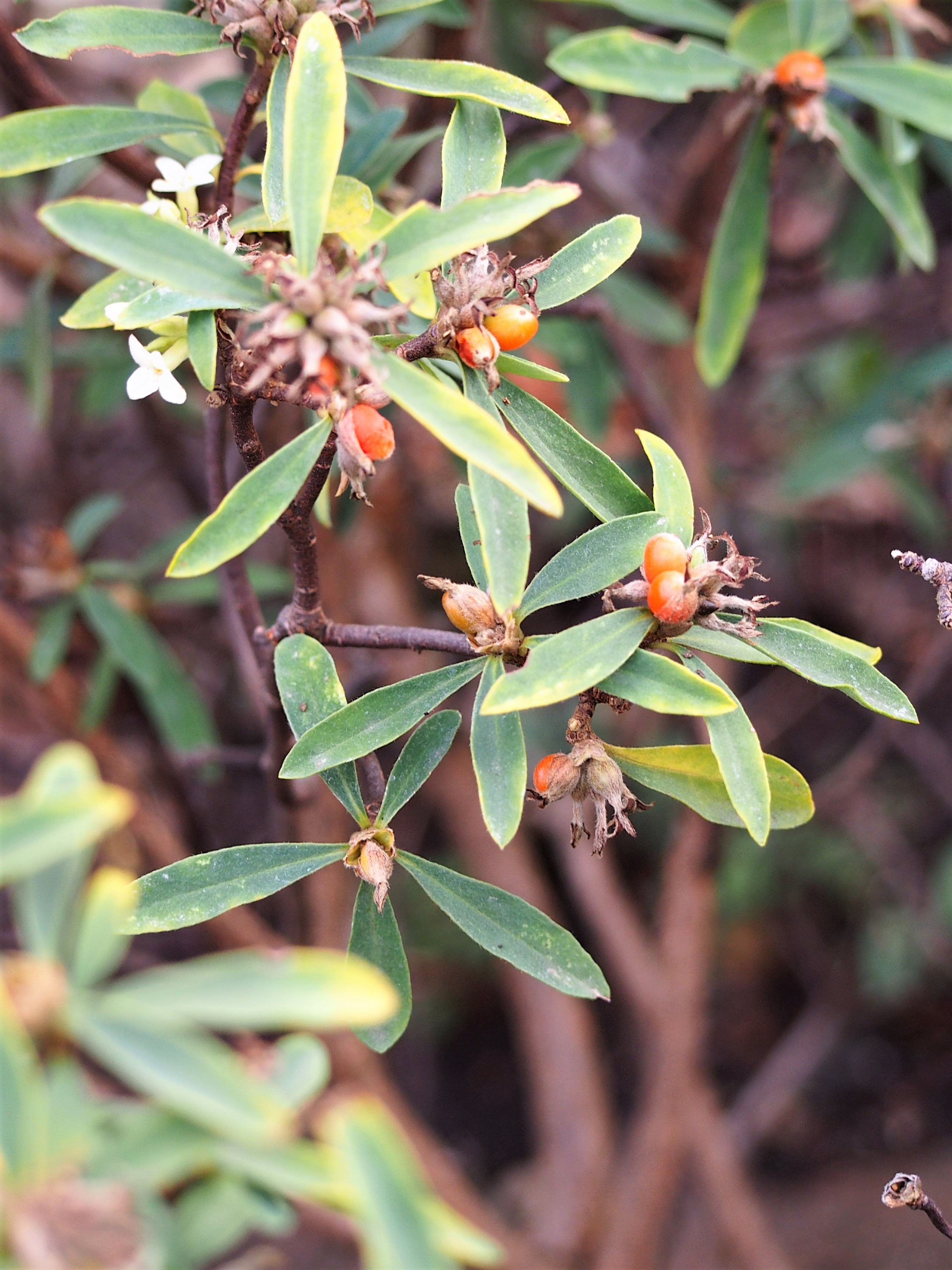
Owoce

]
PokrójZimozielona (według niektórych źródeł zrzucająca liście) krzewinka dorastająca do 20–50 cm wysokości. Gałęzie są silnie rozgałęzione, na starszych gałęziach występują czerwonawe lub czarne plamki. Młode pędy są pokryte krótkimi włoskami.
LiścieSiedzące, zazwyczaj skupione na szczytach pędów, rozwijają się przed kwiatami. Mają lancetowaty kształt. Mierzą 2–3 cm długości i około 6–10 mm szerokości. Są spodu są nieco jaśniejsze. Wyraźnie widoczny jest jeden nerw główny. Blaszka liściowa o nasadzie zbiegającej po krótkim ogonku.
KwiatyNieliczne, zebrane po 4–7 w kwiatostany przypominające baldachy, rozwijają się na szczytach pędów. Mają białą barwę i mierzą niemal 2 cm średnicy. Wydzielają delikatny zapach, podobny do wanilii. Działki kielicha są zrośnięte, tworząc rurkowaty kształt. Płatki są nieobecne. Podsadek również brak.
OwocePestkowce o jajowatym kształcie i czerwonej barwie. Początkowo są nieco omszone, później stają się nagie. Dorastają do 4–7 mm długości.
Gatunki podobneRoślina jest podobna do gatunku D. laureola, który jednak osiąga większe rozmiary – dorasta do 1,2 m wysokości. Ponadto ma skórzaste, zimozielone liście do długości do 14 cm.  Wyróżnia się także kwiatami o żółtawozielonej barwie.

## Biologia i ekologia

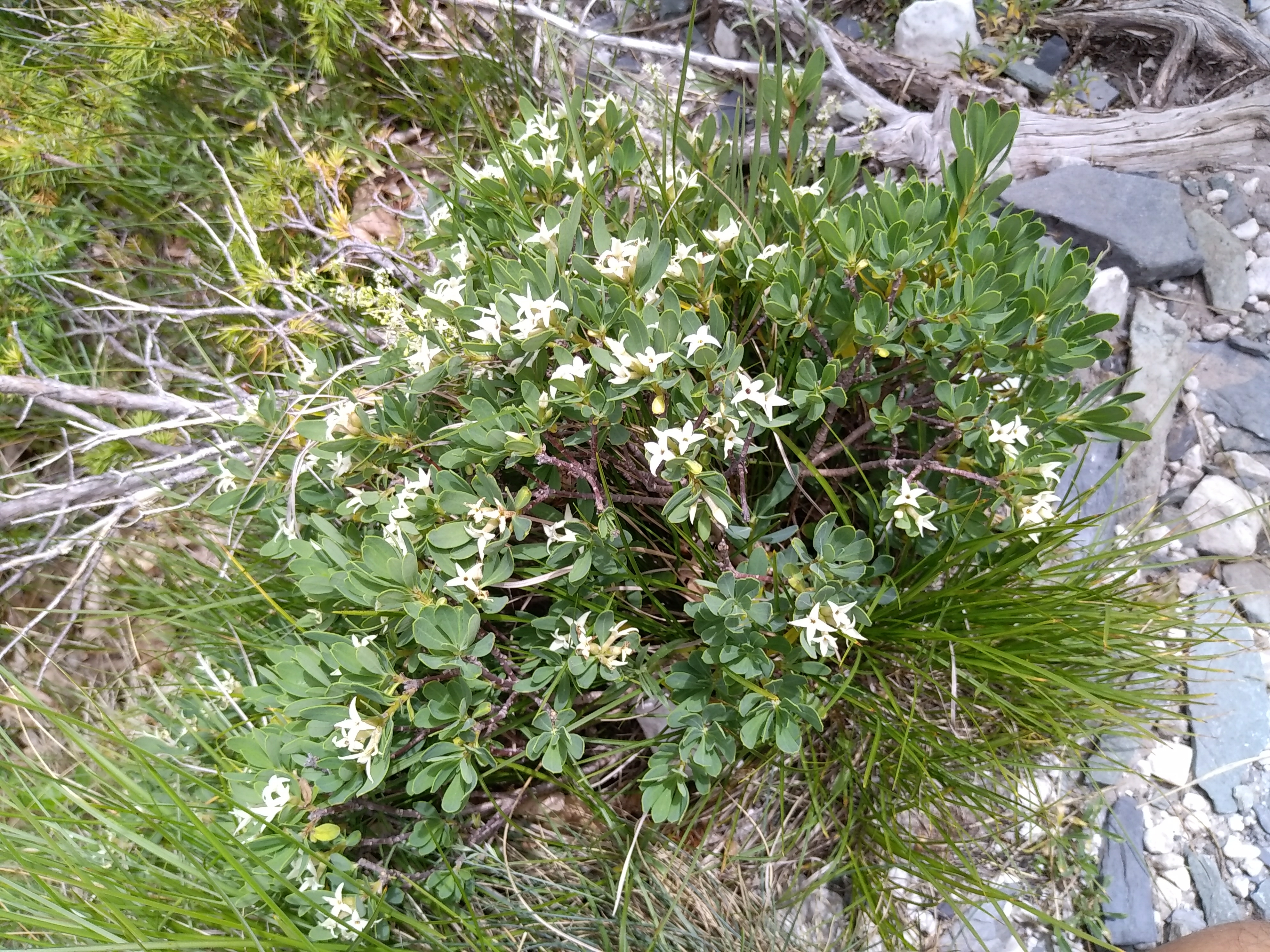
Wawrzynek alpejski w Alpach Apuańskich

Nanofanerofit. Rośnie w szczelinach skalnych oraz na grubych piargach. We Włoszech występuje na wysokości od 200 do 1700 m n.p.m., w Alpach do 2000 m n.p.m., natomiast w Katalonii od 1455 do 2780 m n.p.m. Preferuje stanowiska w pełnym nasłonecznieniu. Najlepiej rośnie na podłożu kamienistym, bogatym w wapń. Kwitnie od maja do czerwca (niektóre źródła wskazują początek kwitnienia na kwiecień). Występuje od 6 do 9 strefy mrozoodporności. 
Jest roślina trującą – sok mleczny przy kontakcie ze skórą wywołuje powstanie na niej pęcherzy. 
Liczba chromosomów: 2n=18.